# روزالیند، آلبرتا
روزالیند آلبرتا
روزالیند، آلبرتا (به انگلیسی: Rosalind, Alberta) یک منطقهٔ مسکونی در کانادا است که در آلبرتا واقع شده‌است. روزالیند ۱۸۸ نفر جمعیت دارد و ۷۱۰ متر بالاتر از سطح دریا واقع شده‌است.

## دریاچه روزالیند کجاست؟
دریاچه روزالیند در جنوب غربی انتاریو کانادا واقع شده است. این شهر در شمال غربی شهر هانوفر، در شهرداری براکتون، در شهرستان بروس واقع شده است. دریاچه روزالیند از سه ناحیه دریاچه ای تشکیل شده است که توسط آبراهه هایی به هم متصل شده اند.